# エル・システマ
エル・システマ（El Sistema）は、ベネズエラで行われている公的融資による音楽教育プログラムの有志組織であり、1975年に経済学者で音楽家のホセ・アントニオ・アブレウ博士によって「音楽の社会運動」の名の下で設立された。長年にわたり「ベネズエラの児童及び青少年オーケストラの国民的システムのための国家財団（Fundación del Estado para el Sistema Nacional de las Orquestas Juveniles e Infantiles de Venezuela）」でありFESNOJIVの略称で知られる。また英語の「ベネズエラの児童オーケストラ・ネットワーク（"National Network of Youth and Children's Orchestras of Venezuela"）」としても知られる。最近では「シモン・ボリーバル音楽基金（Fundación Musical Simón Bolívar (FMSB)）」に改称された。
音楽教育としての方法論は、1979年に招聘された日本人ヴァイオリニスト小林武史が、師である鈴木鎮一の確立したスズキ・メソードに基づいて教育活動を行ったことから、スズキ・メソードが基となっている。
エル・システマはベネズエラの125のユース・オーケストラと、それらに演奏技術を身につけさせる器楽練習プログラムを担う国家基金である。この組織は31のオーケストラを有し、31万から37万の子どもたちを国中の音楽学校に通わせている。学生の70から90%は貧困層の出身である。。

## 歴史

### アブレウのヴィジョン
「音楽は社会の発展の要因として認識されなければならない。なぜなら最も高度なセンスにおいて音楽は最も高度な価値、連帯、調和、相互の思いやりと言ったものをもたらすからである。そして音楽には全共同体の統一させる能力と崇高な感情を表現することのできる能力があるのだ」。
アブレウは過去35年間10の異なる政権の時期に、すなわち「7つの連続した政権の庇護と物的な支援によって、中道右派から現在の左翼政権の政治的方角をまたがって」繁栄しつつ、このプログラムを導いてきた。しかしながら「彼はパルチザン政権とはべつにするように気をつけた」。
 宗教的献身と政治的な老獪さとを結びつけて、アブレウはユートピア的な夢に自身を捧げた。この夢においてはオーケストラは理想の社会を現し、その環境に子どもたちを置く時期が早ければ早いほど、より良く育まれるというものであった。 

## エル・システマの組織の構築

### ベネズエラ政府の関与
このプログラムは、ややもすれば薬物、虐待と犯罪に溺れてしまう極度に貧しい環境にいる若者を救うためのものとして知られる。
1977年のスコットランド、アバディーンでの国際競技会での輝かしい成功のもとに、ベネズエラ政府はアブレウのオーケストラに大いに金銭的支援を始めた。
当初から、エル・システマは、戦略的に同オーケストラの存続を助けてきた文化省ではなく、社会福祉省の管轄に該当した。
当時のチャベス政権はこれまでのところ、追加的な首都計画同様に年間予算をすべて支払ってくれる、最も寛大なエル・システマの支援者であった。
アブレウは1979年にその業績から国民音楽賞を受賞し、1983年には文化大臣に就任した。
1995年、アブレウはUNESCOの「青少年のオーケストラとコーラスのグローバルネットワーク（Global Network of Youth and Children orchestras and choirs）」の発展のための特別大使に任命され、またUNESCOの「青少年のオーケストラとコーラスの世界運動（"World Movement of Youth and Children Orchestras and Choirs"）」の枠組み内でのオーケストラのネットワークの発展のための特別代表にも任命された。 
当時、102のネットワークと55の子どもオーケストラ (およそ10万人の若者を数える)家族、健康およびスポーツ省の監督下に編入された。
エル・システマとして、その目標は訓練とリハビリと犯罪的行動からの回避を通じて子どもの保護のために音楽を使用することになった。
2007年9月、アブレウとともに、テレビ番組で、ウゴ・チャベス大統領は授業料の用意と、ベネズエラの子どもたちの音楽演奏を計画した新しいプログラム「音楽の使命（Misión Música）」を発表した。
それは以下のように記された。「様々な大臣が2年前まではエル・システマを監督してきたが、このとき大統領府は直接コントロールしようとした。エル・システマの使命はチャベスの貧困層への補助金とサービスの用意と並行するようになった」。しかし、当時の政策に反対する人々からのチャベスの関与に反対があった。

### ベネズエラにおける地方組織の拡大
2007年6月6日、米州開発銀行(IDB)はベネズエラのいたるところに7か所のエル・システマの地域センターの建設に1億5000万ドルの融資をすることを発表した。
IDB内の多くの銀行が独自にクラシック音楽はエリートの領域における融資に反対した。事実、銀行は、学校の参加と少年非行の減少の改善のためのプログラムおける参加に結びついているエル・システマが教育してきた200万人以上の若者の調査を実施してきた。
学校での落ちこぼれの割合と犯罪の減少をそのような利益とはかりにかけて、銀行は、エル・システマに投資されたあらゆる金は、1ドルあたりおよそ1.68ドルも社会の配当に還元されていると計算した。 
政府の支援を受けて、2015年までにどの学校にも導入し、50万人の子どもたちを支援を目指して、エル・システマは公立学校のカリキュラムに音楽プログラムの導入を始めた。
プロジェクトは刑事上のシステムのために延長されてきた。2008年5月25日、Leidys Asuajeは「ベネズエラデイリー紙」に以下のように書いている。
「エル・ナシオナル（El Nacional）」という「音楽を通じて受刑者を更生させる計画は11か月前に内務司法省とFESNOJIVの後見のもとで始まった…」 。

### シモン・ボリバル・オーケストラ
エル・システマの重要な産物は「シモン・ボリバル・オーケストラ」である。
1990年代半ばに、アブレウは国立青少年オーケストラを結成し、多くの若い音楽家がそこから卒業し、たいへん規模が成長した「シモン・ボリバル・オーケストラ」へと移った。
しかし、これは「二つの分かれた演奏団体としてアンサンブルを再創造する機会となった」。メンバーの第一世代は「シモン・ボリバルA」に指定され、最近、国立青少年オーケストラから移った年少のメンバーはいまは「シモン・ボリバルB」を構成している。
シモン・ボリバルBは2007年にツアーをしており、熱狂的な評判を受けて、グスターボ・ドゥダメルの指揮のもとロンドンのロイヤルアルバートホールでのBBCプロムスで続いてカーネギーホールでデビューを果たした。 
。
2009年、オーケストラツアーをアメリカ合衆国で果たしただけでなく同様にヨーロッパでもツアーをした。
しかし、2010年春には、ルツェルン・イースター・フェステバルのツアーに、批評家からのコメントはロンドンの「ガーディアン(The Guardian)」のトム・サービス（Tom Service）のように「『シモン・ボリバル・ユース・オーケストラ』はもはや、若々しく（ユースフル）ない」辛辣なものとなった。

そしてアブレウは「新しく、より若い国民オーケストラのための期がふたたび熟したと決断し」、彼は新しいアンサンブルを創設した。
「テレサ・カレーニョ・ユース・オーケストラ」はベネズエラのピアニスト、テレサ・カレーニョに因んで命名され、2010年秋に、ボンでのベートーベンフェストに出場と、ウィーンとベルリン、アムステルダム、マドリード、ロンドンに行くために国際ツアーを開始した
他のユース・オーケストラは「カラカス・シンフォニー・ユース・オーケストラ」と新たに設立された358人からなる国立少年オーケストラを含む。

## エル・システマの国際的な認識
2008年2月14日、グレン・グールド賞は創設者のホセ・アントニオ・アブレウに同賞を授与している。
ブライアン・レヴァイン(Brian Levine)グレン・グールド財団マネージングディレクターは、2008年のカラカス訪問の評価に際して、次のように書いている。
「エル・システマは以下のことを決定的に示した。音楽教育は生涯学習とよりよい未来のための入り口であるということを」
2008年5月28日、芸術のためのアストゥリアス公賞は2008年5月28日に同賞をエル・システマに授与している。
2008年コロラド州デンバーで開催された2008年ナショナル・パフォーミング・アート・コンヴェンション(The National Performing Arts Convention 2008)ではアブレウをゲストスピーカーとして招いた。
2009年2月5日、TED賞(TED Prize)はアブレウに、エル・システマの業績に対して同賞を授与した 。授賞式ではあらかじめ録音された彼の哲学が表れたスピーチが流された。同賞はアブレウの生徒の育成に授与された。 
2009年、スウェーデンのポーラー音楽賞はエル・システマにとアブレウに同賞を授与した。

## メディアにおけるエル・システマ
- Tocar y Luchar (Play and Fight), a documentary film produced in 2004 on the subject of El Sistema.[25] The film has won several awards, including "Best Documentary" at both the 2007 Cine Las Americas International Film Festival and also the CineMás Albuquerque Latino Film Festival.[26]

- El Sistema, a 2008 documentary made by Paul Smaczny and Maria Stodtmeier about the system.[27]  The film won the "Best Documentary Feature Award" at the Chicago International Movies and Music Festival in 2010 and "Best Documentary" at the Orlando Hispanic Film Festival in 2009.
- Dudamel: Conducting a Life is an hour-long PBS program hosted by Tavis Smiley on the subject of music education in the United States, with a focus on Gustavo Dudamel and his achievements with the L.A. Philharmonic[28] The report includes a look at how the Boston Conservatory Lab Charter School works with children.
- El Sistema: a report on CBS's 60 Minutes from 13 April 2008 which explores the "System" and includes interviews with some of the Venezuelan children who are members of an orchestra.